# Muchachos, ahora nos volvimos a ilusionar
Muchachos, ahora nos volvimos a ilusionar es un cántico popularizado por la hinchada de la selección argentina durante la Copa Mundial de Fútbol 2022, utilizado para alentar al equipo nacional en su campaña hacia el campeonato. Su melodía se inspira en la canción Muchachos, esta noche me emborracho del grupo argentino La Mosca Tse-Tse, lanzada en 2003.
La adaptación moderna de la canción fue realizada por Fernando Romero, docente y ferviente hincha de Racing Club, quien tomó como referencia el cántico Muchachos, traigan vino juega la Acadé, asociado a la hinchada de dicho club, el cual también se basa en la melodía original de La Mosca Tse-Tse.
El 11 de noviembre de 2022, La Mosca Tse-Tse lanza la canción en su canal de Youtube, superando las diez millones de visitas a pocas semanas de su estreno. Actualmente cuenta con más de 50 millones de visualizaciones en dicha plataforma.

## Origen

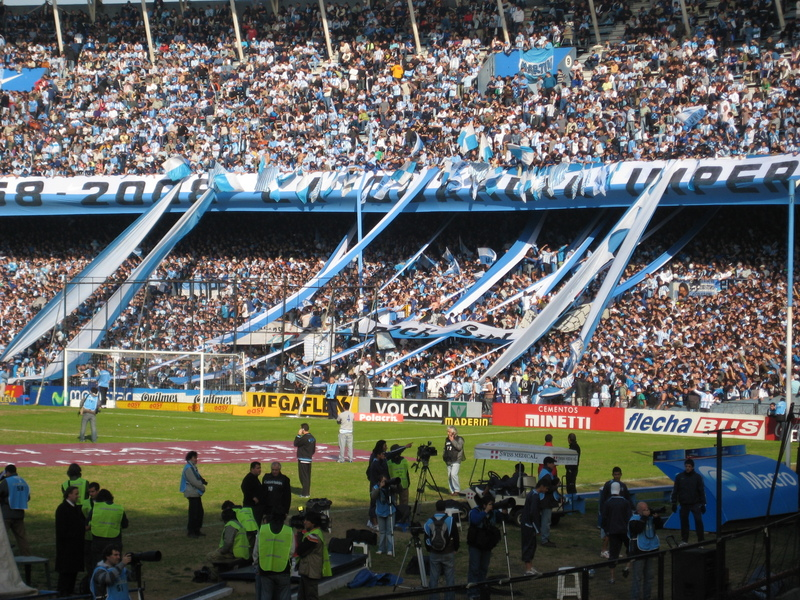
La hinchada del Racing Club coreó el tema Muchachos por primera vez.

La reversión de la canción fue realizada por el docente argentino Fernando Romero. Su canción se hizo viral tras una entrevista con Matías Pelliccioni en TyC Sports, debido a que el periodista publicó en Twitter que los usuarios creen temas para la selección de fútbol de Argentina, ya que no había uno identificatorio. Romero le contestó y pactaron encontrarse en la previa de un partido contra Bolivia de la Albiceste, donde realizaron la nota y se volvió popular. En septiembre de 2021, Fernando y sus amigos estaban afuera del estadio y comenzaron a cantar la canción. Un cronista deportivo lo filmó y la canción comenzó a circular.
Romero es un fanático del Racing Club, y con base en la popular canción Muchachos, traigan vino juega la Acadé de la hinchada es como creó el tema para el seleccionado nacional. A pesar de ello, Romero no pudo estar en Catar. Aunque le ofrecieron ir, por cábala, decidió quedarse en Argentina.
Tras esto, Guillermo Novellis, cantante de La Mosca, lo contactó, lo convocó para hacer el videoclip y lo agregó como coautor. La canción fue lanzada el 11 de noviembre de 2022 y el capitán de la selección, Lionel Messi, la señaló como su favorita. A mediados de diciembre la canción subió al primer puesto de lo más escuchando en el país en la plataforma Spotify y el video cuenta con más de 30 millones de visualizaciones en YouTube.

## Letra
La letra de la canción, comienza con el orgullo de la hinchada por haber nacido en Argentina, país donde nacieron las leyendas futbolísticas Lionel Messi y Diego Armando Maradona. También menciona a los excombatientes argentinos que lucharon en la Guerra de Malvinas (1982). Destaca que durante muchos años, los hinchas argentinos pasaron por decepciones muy grandes tras las finales perdidas por la Selección Argentina. Pero que ese dolor ya se había desvanecido al derrotar a Brasil en la final de la Copa América 2021 en el Estadio Maracaná. Resalta la ilusión del pueblo argentino de ganar la tercera Copa Mundial y le hace un homenaje al famoso futbolista Diego Maradona a su padre «Don Diego» y a su madre, conocida como la «Tota», incluyéndolos como dos hinchas más a pesar de estar fallecidos quienes, desde el cielo, lo alientan a Lionel Messi.
| Ahora nos volvimos a ilusionar |
| |
| En Argentina nací Tierra de Diego y Lionel De los pibes de Malvinas Que jamás olvidaré No te lo puedo explicar Porque no vas a entender Las finales que perdimos cuantos años las lloré Pero eso se terminó Porque en el Maracaná La final con los brazucas la volvió a ganar papá Muchachos, ahora nos volvimos a ilusionar Quiero ganar la tercera Quiero ser campeón mundial Y al Diego desde el cielo los podemos ver Con don Diego y con la Tota Alentando a Lionel Muchachos, ahora nos volvimos a ilusionar Quiero ganar la tercera Quiero ser campeón mundial Y al Diego desde el cielo los podemos ver Con don Diego y con la Tota Alentando a Lionel Y ser campeones otra vez Basada en la canción 'Muchachos, esta noche me emborracho' de La Mosca. |
| |

## Segunda versión
Después del Mundial 2022, cuando la selección argentina salió victoriosa frente a Francia en la final, los jugadores del seleccionado entonaron en el avión de regreso, una versión diferente de la canción, en donde cambiaron la letra. Esta segunda versión cambió la última estrofa, convirtiendo esa ilusión que tenía el pueblo argentino, en un realidad en la que solo queda festejar.
| Ahora solo queda festejar |
| |
| En Argentina nací Tierra de Diego y Lionel De los pibes de Malvinas Que jamás olvidaré No te lo puedo explicar Porque no vas a entender La final contra Alemania 8 años la lloré Pero eso se terminó Porque este año en Catar La final con los franceses la volvió a ganar papá Muchachos, ahora solo queda festejar Ya ganamos la tercera Ya somos campeón mundial Y al Diego le decimos que descanse en paz Con don Diego y con la Tota Por toda le eternidad |
| |

## Tercera versión
En julio de 2023, cuando Lionel Messi fue incorporado al Inter de Miami, Guillermo Novellis, cantante de La Mosca Tsé-Tsé, interpretó una versión diferente de la canción, cambiandole la letra.
| El sueño ya se hizo realidad |
| |
| En Argentina nació y acá lo podrán ver de Rosario hasta Miami, un camino que admiré No te lo puedo explicar porque no vas entender la emoción que hoy tenemos porque ya se viene el 10 Pero eso se terminó porque Leo ya está aquí moltes gracies Barcelona y también mercí París Muchachos el sueño ya se hizo realidad bienvenido Leo Messi, este es tu nuevo hogar La familia, de la tribuna lo podemos ver con los bombos y las banderas alentándolo a Lionel Y ser primeros de una vez y ganar la MLS |
| |

## Precedentes

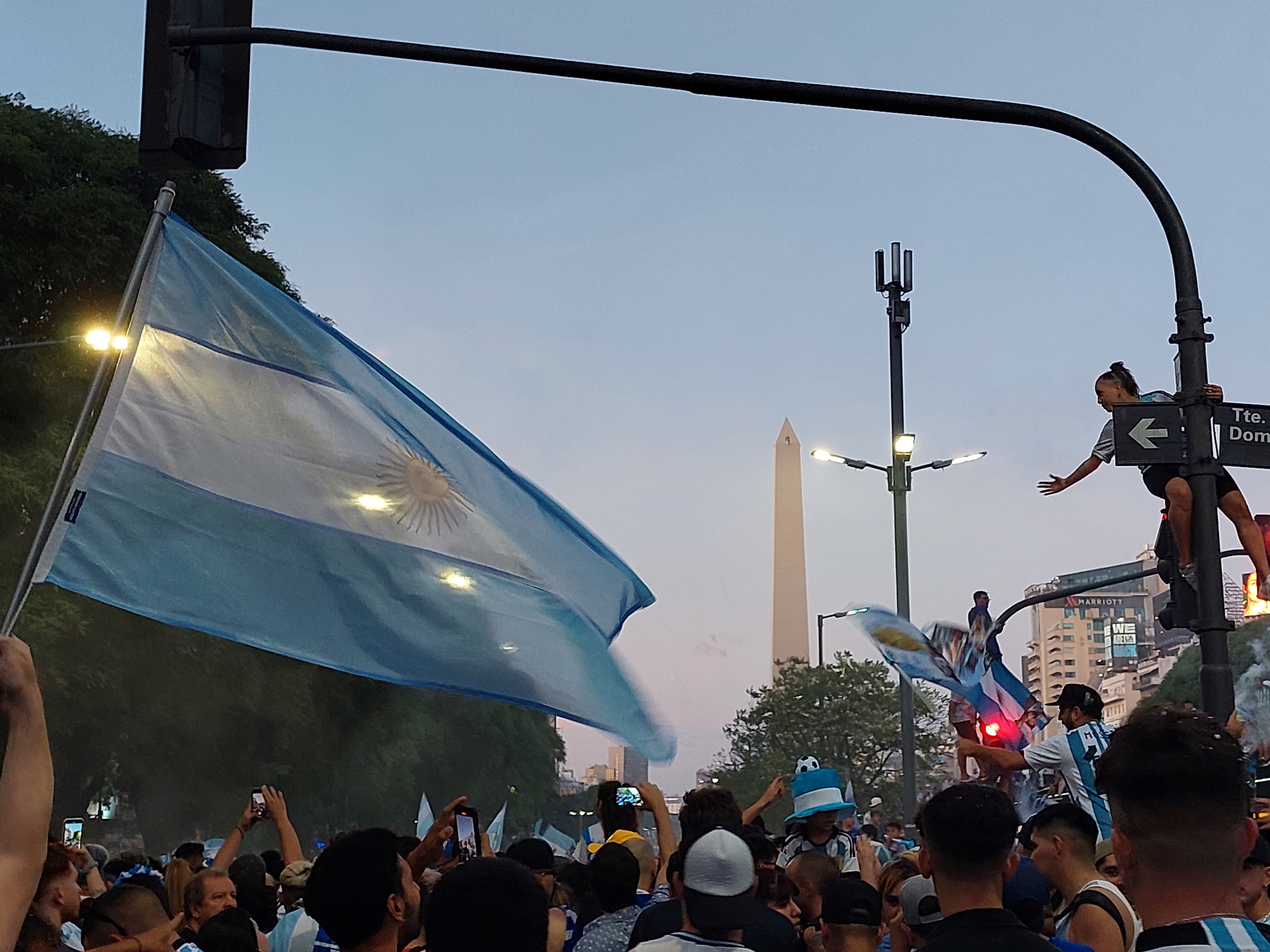
Festejos en la avenida 9 de Julio tras la consagración de la selección de fútbol de Argentina como campeona de la Copa Mundial de Fútbol de 2022.

Después de corear la canción durante toda la copa, la hinchada argentina ganaría el premio The Best, de la FIFA, como mejor hinchada en todo el mundo.
El capitán de la selección Lionel Messi, mencionó que su versión favorita de la canción es la primera. También dijo que su hijo Thiago le había escrito una carta en medio del mundial, con la letra de la canción.
Numerosos diarios internacionales hablaron de la selección argentina tras la victoria en Catar 2022, y entre algunas cosas que resaltaron, fue a la hinchada y a la famosa canción. Tras el furor del tema, se crearon otras versiones para equipos de fútbol, con la letra cambiada.
En junio de 2024, Rolling Stone la nombró como una de las mejores canciones futboleras en español.
En noviembre de 2024, La Mosca Tse-Tse grabó una interpretación del cántico Muchachos, traigan vino juega la Acadé como agradecimiento a la hinchada por haber viralizado su canción. Este homenaje se hizo en vísperas de la final de la Copa Sudamericana 2024, la cual enfrentó a Racing Club contra Cruzeiro.

## Premios y nominaciones
| Año  | Premio                | Categoría            | Resultado | Ref.   |
| ---- | --------------------- | -------------------- | --------- | ------ |
| 2023 | Premios Carlos Gardel | Mejor canción de pop | Ganador   | [ 33 ] |
| 2023 | Premios Carlos Gardel | Canción del año      | Nominado  | [ 33 ] |

## Posicionamiento en listas
| País (Lista 2022)             | Posición más alta |
| ----------------------------- | ----------------- |
| Argentina (CAPIF)             | 1                 |
| Argentina (Monitor Latino)    | 1                 |
| Argentina Hot 100 (Billboard) | 1                 |

## Certificaciones
| País      | Organismo certificador | Certificación | Ventas certificadas | Ref.   |
| --------- | ---------------------- | ------------- | ------------------- | ------ |
| Argentina | CAPIF                  | Oro           | 10 000              | [ 37 ] |